# Naja multifasciata
Naja multifasciata é uma espécie de cobra venenosa pertencente à família Elapidae. A espécie é nativa da África Central e possui três subespécies reconhecidas.

## Distribuição geográfica
N. multifasciata está presente em Angola, Camarões, República Democrática do Congo, Guiné Equatorial, Gabão, República do Congo e República Centro-Africana.

## Habitat
O habitat natural preferido da N. multifasciata são áreas pantanosas de florestas, em altitudes de até 800 m.

## Descrição
N. multifasciata é uma cobra de pequeno porte, com tamanho adulto de cerca de 50 cm e comprimento máximo de aproximadamente 81 cm. O corpo é moderadamente esguio, com uma cauda curta que termina em uma ponta rombuda. A cabeça é curta, achatada e ligeiramente distinta do pescoço, que não é capaz de se expandir em um capelo. Os olhos são de tamanho médio a moderadamente grandes, com pupilas redondas. As escamas dorsais são lisas e brilhantes.

## Veneno
A N. multifasciata é venenosa. Seu veneno é semelhante ao das cobras clássicas e contém tanto neurotoxinas quanto cardiotoxinas.

## Reprodução
A N. multifasciata é ovípara.

## Taxonomia
O gênero Paranaja foi sinonimizado com Naja em um estudo filogenético molecular recente, pois esta espécie é proximamente relacionada à Naja melanoleuca.

## Subespécies
Três subespécies são reconhecidas como válidas, incluindo a subespécie nominotípica.
- Naja multifasciata anomala Sternfeld, 1917 – Camarões
- Naja multifasciata duttoni (Boulenger, 1904)
- Naja multifasciata multifasciata (F. Werner, 1902)

Nota bene: Uma autoridade trinomial entre parênteses indica que a subespécie foi originalmente descrita em um gênero diferente de Naja.

## Etimologia
O nome subespecífico duttoni é uma homenagem ao parasitologista britânico Joseph Everett Dutton.

## Leitura complementar
- Sternfeld R (1917). "Reptilia und Amphibia". pp. 407–510 + Pranchas XXII–XXIV. In: Schubotz H (editor) (1917). Wissenschaftliche Ergebnisse der Zweiten Deutschen Zentral-Afrika-Expedition, 1910–1911 unter Führung Adolph Friedrichs, Herzog zu Mecklenburg. Band 1, Zoologie. Leipzig: Klinkhardt & Biermann. 597 pp. + Pranchas I–XXVII. (Naja anomala, nova espécie, pp. 482–484 + Prancha XXIV, figura 9). (em alemão).
- Trape J-F, Roux-Estève R (1995). "Les serpents du Congo: liste commentée et clé de détermination [Serpentes do Congo: Lista Comentada e Chave de Identificação]. Journal of African Zoology 109 (1): 31–50. (em francês).
- Werner F (1902). "Ueber westafrikanische Reptilien". Verhandlungen der kaiserlich-königlichen zoologisch-botanischen Gesellschaft in Wien 52: 332–348. (Naia multifasciata, nova espécie, p. 347). (em alemão).